# Flugplatz Namur-Suarlée

i8
i11
i13
Der Flugplatz Namur-Suarlée (ICAO-Code: EBNM) ist ein regionaler Flugplatz der Allgemeinen Luftfahrt in Belgien. Er liegt acht Kilometer westlich von Namur und etwa 65 km südöstlich von Brüssel.

## Geschichte
Der Flugplatz wurde am 26. Oktober 1944 vom 9. Engineering Command der United States Army Air Forces als Basis für leichte Aufklärungsflugzeuge errichtet. Als Advanced Landing Ground Y-47 (ALG Y-47) klassifiziert, erhielt der Flugplatz eine rund tausend Meter lange Start- und Landebahn mit einer Oberfläche aus Sandblechen, um den Betrieb im Winter 1944/45 zu gewährleisten. US-amerikanische Militäreinheiten blieben bis zum November 1945 in Namur stationiert und übergaben vor ihrer Rückkehr in die Vereinigten Staaten das Gelände den örtlichen Behörden. Schließlich wurden die Bleche entfernt und eine Grasbahn für Leicht- und Segelflugzeuge hergerichtet. Im Jahr 2018 erhielt die Bahn 06L/24R eine Asphaltoberfläche.
Im September 2019 richtete Sonaca Aircraft eine Produktionsstätte für das Leichtflugzeug Sonaca 200 am Flugplatz ein.